# Henry Le Chatelier
Henry Louis Le Châtelier (8. října 1850, Paříž – 17. září 1936, Miribel-les-Échelles) byl francouzský chemik. Proslul definováním tzv. Le Chatelierova principu, který popisuje, jak se změny podmínek, za kterých probíhá chemická reakce, projeví na chemické rovnováze („Systém, který je v rovnováze, reaguje na každou změnu tak, aby ji potlačil“). Věnoval se též problému rozpustnosti solí, metalurgii (založil mj. časopis La revue de métallurgie) a vztahu vědy a průmyslu. Jeho otec Louis Le Chatelier byl rovněž chemikem a významným průmyslníkem, roku 1855 vynalezl výrobu hliníku z bauxitu.